# Шаново
Шаново (болг. Шаново) — село в Болгарии. Находится в Старозагорской области, входит в общину Мыглиж. Население составляет 390 человек.

## Политическая ситуация
В местном кметстве Шаново, в состав которого входит Шаново, должность кмета (старосты) исполняет Иван Георгиев Стоянов (Демократическая партия (ДП)) по результатам выборов правления кметства.
Кмет (мэр) общины Мыглиж — Стойчо Иванов Цанев (Болгарская социалистическая партия (БСП)) по результатам выборов в правление общины.